# Chahaignes
Chahaignes est une commune française, située dans le département de la Sarthe en région Pays de la Loire, peuplée de 668 habitants (les Chahaignots).
La commune fait partie de la province historique du Maine, et se situe dans le Haut-Maine.

## Géographie
Chahaignes est une commune du sud de la Sarthe située à 45 km au sud du Mans et 50 km au nord de Tours. La commune est bordée par le Loir et la rivière de Veuve.

### Communes limitrophes
|                  | Saint-Pierre-du-Lorouër | Courdemanche |
| Thoiré-sur-Dinan | Chahaignes              | Lhomme       |
| Flée             | Marçon                  |              |

### Climat
Pour des articles plus généraux, voir Climat des Pays de la Loire et Climat de la Sarthe.
En 2010, le climat de la commune est de type climat océanique dégradé des plaines du Centre et du Nord, selon une étude du CNRS s'appuyant sur une série de données couvrant la période 1971-2000. En 2020, Météo-France publie une typologie des climats de la France métropolitaine dans laquelle la commune est dans une zone de transition entre le climat océanique et le climat océanique altéré et est dans la région climatique  Moyenne vallée de la Loire, caractérisée par une bonne insolation (1 850 h/an) et un été peu pluvieux. 
Pour la période 1971-2000, la température annuelle moyenne est de 11,1 °C, avec une amplitude thermique annuelle de 14 °C. Le cumul annuel moyen de précipitations est de 721 mm, avec 11,9 jours de précipitations en janvier et 7,1 jours en juillet. Pour la période 1991-2020, la température moyenne annuelle observée sur la station météorologique de Météo-France la plus proche, sur la commune de Saint-Christophe-sur-le-Nais à 14 km à vol d'oiseau, est de 12,1 °C et le cumul annuel moyen de précipitations est de 682,2 mm,. Pour l'avenir, les paramètres climatiques de la commune estimés pour 2050 selon différents scénarios d'émission de gaz à effet de serre sont consultables sur un site dédié publié par Météo-France en novembre 2022.

## Urbanisme

### Typologie
Au 1er janvier 2024, Chahaignes est catégorisée commune rurale à habitat dispersé, selon la nouvelle grille communale de densité à sept niveaux définie par l'Insee en 2022.
Elle est située hors unité urbaine. Par ailleurs la commune fait partie de l'aire d'attraction de Montval-sur-Loir, dont elle est une commune de la couronne,. Cette aire, qui regroupe 12 communes, est catégorisée dans les aires de moins de 50 000 habitants,.

### Occupation des sols
L'occupation des sols de la commune, telle qu'elle ressort de la base de données européenne d’occupation biophysique des sols Corine Land Cover (CLC), est marquée par l'importance des territoires agricoles (79,9 % en 2018), une proportion identique à celle de 1990 (79,9 %). La répartition détaillée en 2018 est la suivante : 
terres arables (41,3 %), prairies (26,4 %), forêts (17,9 %), zones agricoles hétérogènes (9,4 %), cultures permanentes (2,8 %), zones urbanisées (2,1 %). L'évolution de l’occupation des sols de la commune et de ses infrastructures peut être observée sur les différentes représentations cartographiques du territoire : la carte de Cassini (XVIIIe siècle), la carte d'état-major (1820-1866) et les cartes ou photos aériennes de l'IGN pour la période actuelle (1950 à aujourd'hui).

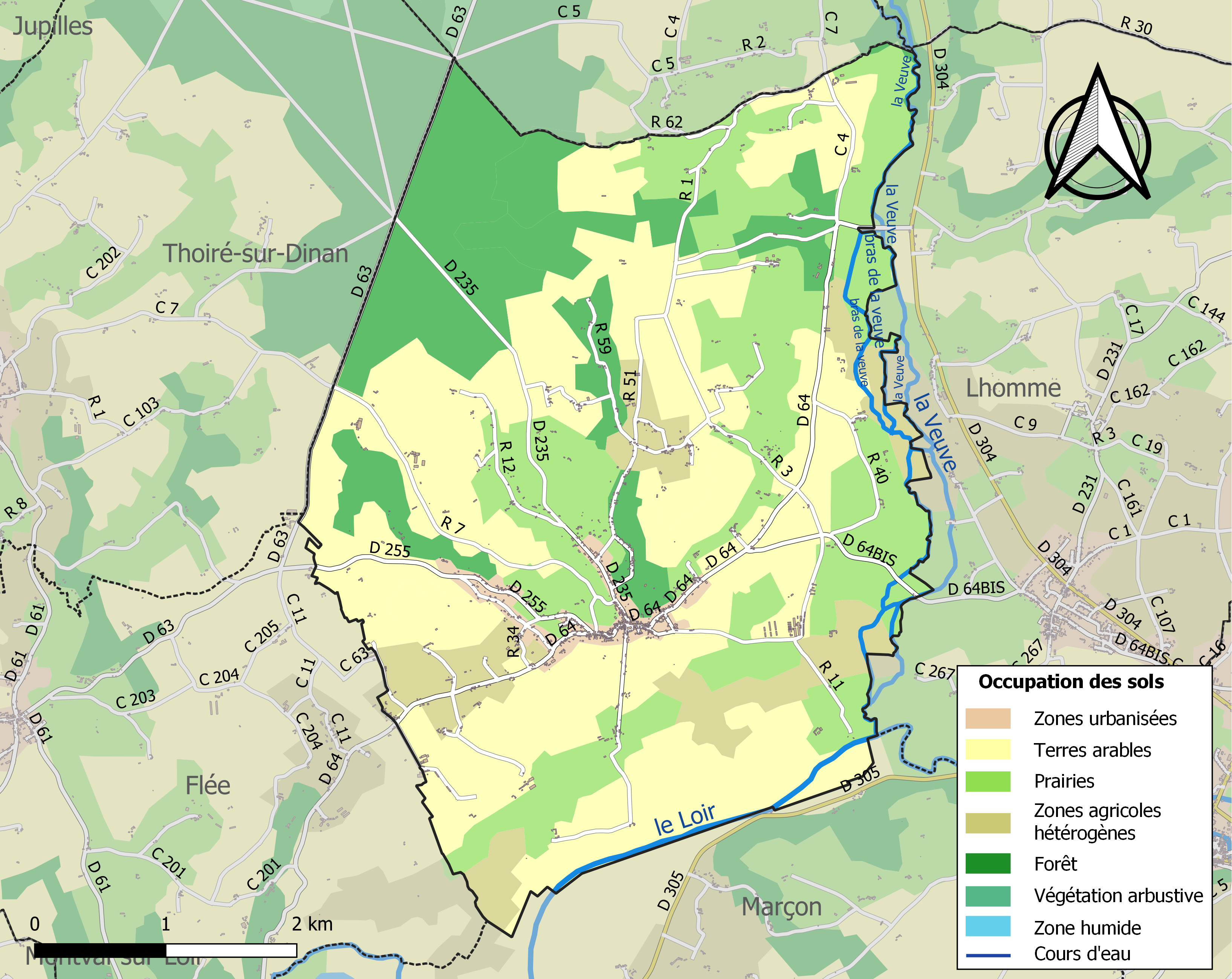
Carte des infrastructures et de l'occupation des sols de la commune en 2018 (CLC).

## Politique et administration
| Période                                  | Période   | Identité      | Étiquette | Qualité                    |
| ---------------------------------------- | --------- | ------------- | --------- | -------------------------- |
| (avant 2001)                             | mars 2014 | Alain Javelle |           | Artisan BTP                |
| mars 2014                                | En cours  | Denis Turin   |           | Chef d'entreprise retraité |
| Les données manquantes sont à compléter. |           |               |           |                            |

## Démographie
L'évolution du nombre d'habitants est connue à travers les recensements de la population effectués dans la commune depuis 1793. Pour les communes de moins de 10 000 habitants, une enquête de recensement portant sur toute la population est réalisée tous les cinq ans, les populations de référence des années intermédiaires étant quant à elles estimées par interpolation ou extrapolation. Pour la commune, le premier recensement exhaustif entrant dans le cadre du nouveau dispositif a été réalisé en 2005.
En 2022, la commune comptait 668 habitants, en évolution de −4,71 % par rapport à 2016 (Sarthe : −0,25 %, France hors Mayotte : +2,11 %).
| 1793  | 1800  | 1806  | 1821  | 1831  | 1836  | 1841  | 1846  | 1851  |
| ----- | ----- | ----- | ----- | ----- | ----- | ----- | ----- | ----- |
| 1 555 | 1 636 | 1 632 | 1 699 | 1 668 | 1 639 | 1 558 | 1 563 | 1 515 |

| 1856  | 1861  | 1866  | 1872  | 1876  | 1881  | 1886  | 1891  | 1896  |
| ----- | ----- | ----- | ----- | ----- | ----- | ----- | ----- | ----- |
| 1 461 | 1 464 | 1 442 | 1 410 | 1 386 | 1 418 | 1 350 | 1 251 | 1 315 |

| 1901  | 1906  | 1911  | 1921  | 1926  | 1931  | 1936  | 1946  | 1954  |
| ----- | ----- | ----- | ----- | ----- | ----- | ----- | ----- | ----- |
| 1 322 | 1 313 | 1 296 | 1 116 | 1 078 | 1 037 | 1 023 | 1 030 | 1 011 |

| 1962 | 1968 | 1975 | 1982 | 1990 | 1999 | 2005 | 2006 | 2010 |
| ---- | ---- | ---- | ---- | ---- | ---- | ---- | ---- | ---- |
| 912  | 864  | 865  | 775  | 785  | 747  | 796  | 802  | 766  |

| 2015 | 2020 | 2022 | - | - | - | - | - | - |
| ---- | ---- | ---- | - | - | - | - | - | - |
| 710  | 671  | 668  | - | - | - | - | - | - |

## Patrimoine religieux
L’église Saint-Jean-Baptiste était au Moyen Âge l’une des plus importantes de la vallée du Loir mais elle fut presque totalement brûlée en 1705 et reconstruite en 1733. La porte latérale de la nef fut sauvée lors de l’incendie : elle date du XVe siècle et fut restaurée au XIXe siècle. Ses retables en terre cuite du XVIIIe siècle sont de toute beauté et sont classés aux Monuments historiques depuis 1908.

## Économie
La viticulture avec l'appellation coteaux-du-loir.

## Lieux et monuments
- Château de Bénéhard du XVIe, et son pressoir du XVe. Situé à environ 3 kilomètres au nord du village, à l'ouest de la départementale 64, il est adossé à la colline. Le château est classé au titre des monuments historiques[18].
- Château du Haut-Rasné, du début du XXe siècle de style néogothique, situé sur les hauteurs du lieu-dit "le Bas Rasné", à proximité nord-est du village. Le château est inscrit au titre des monuments historiques[19].
- Château de la Jaille, du XVIe, sur les hauteurs, au nord du village. Le château est en partie inscrit au titre des  monuments historiques[20].
- Église Saint-Jean-Baptiste.
- Cimetière, avec croix hosannière et tombes ouvragées. Face au cimetière, une maisonnette de vigne avec un toit en ardoise.
- Lavoir de la Fontaine Marot, alimenté par une source.
- Menhir de Gobianne (ou des Ventes), également appelé « la mère et la fille », situé au lieu-dit Gobianne, à environ deux kilomètres à l'ouest du village. Ce mégalithe est inscrit au titre des monuments historiques[21].
- Menhir du caillou, situé au lit-dit du même nom, dans une propriété privée, à proximité du précédent. Ce dernier a la particularité d'être dressé au milieu d'un ensemble d'autres pierres, dont un menhir taillé mais non levé.
- Tumulus à Gouffé.
- Ancien moulin, au Vau du Puits.

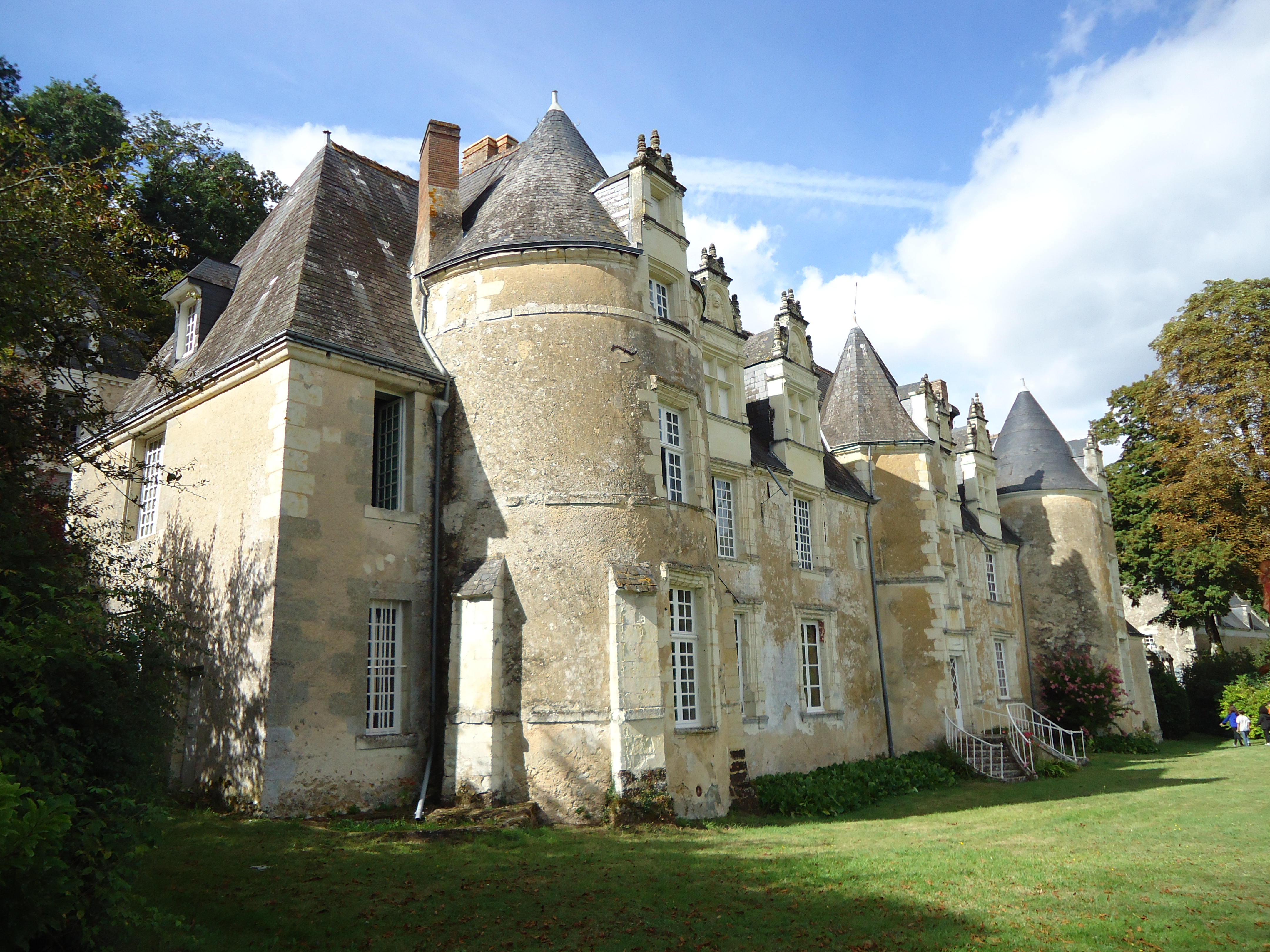
Le château de Bénéhard.
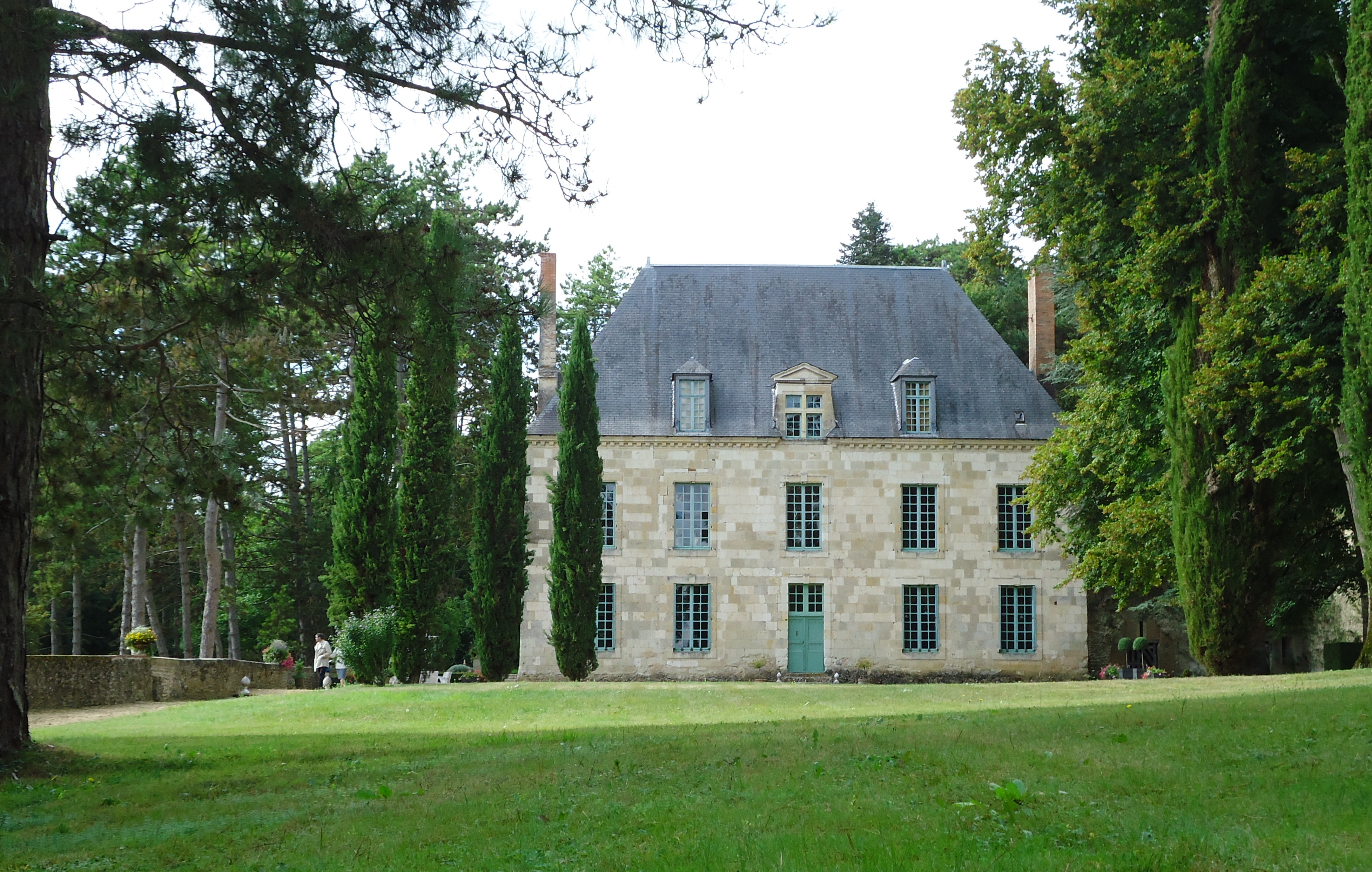
Le château de la Jaille.
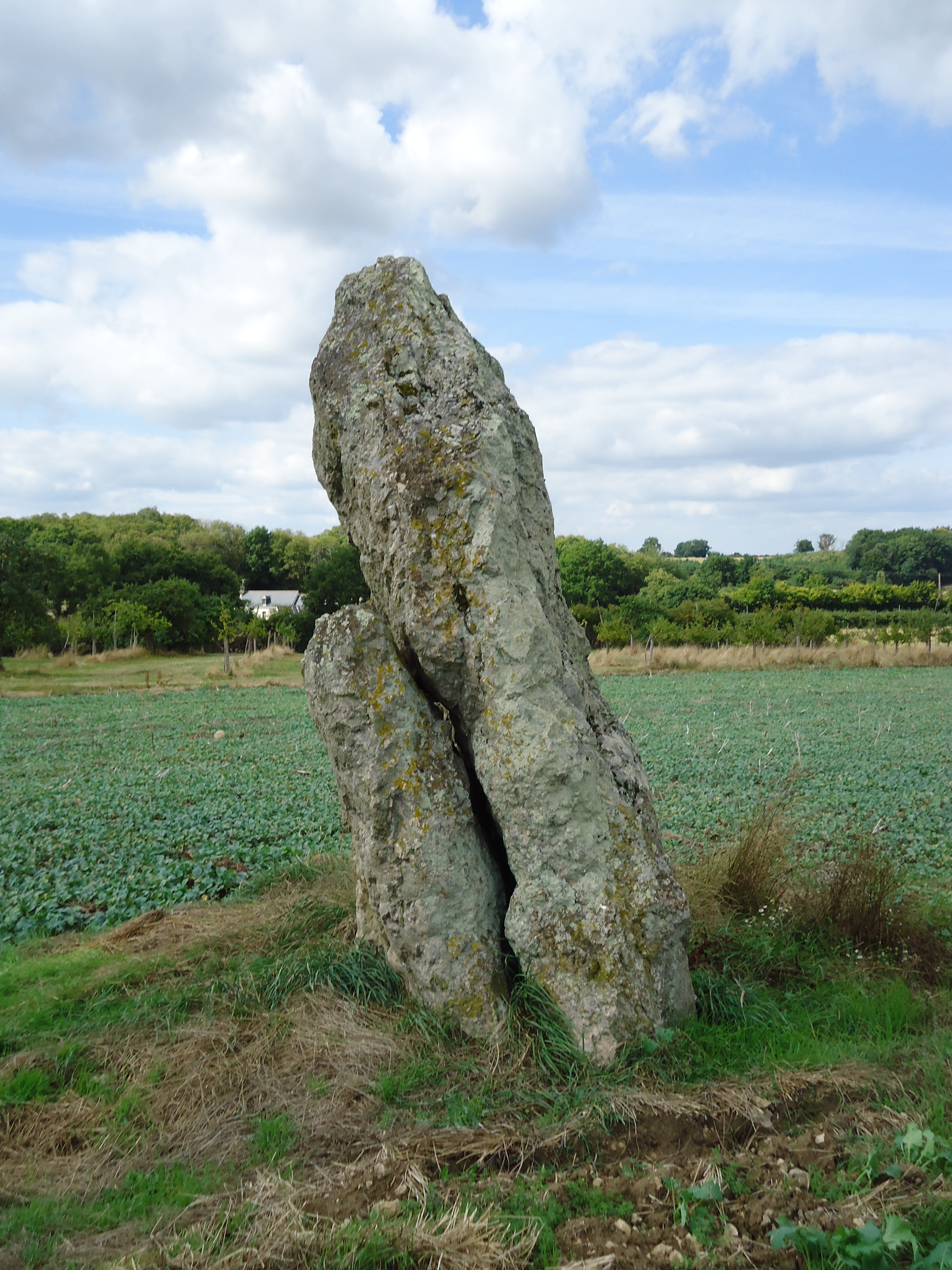
Le menhir de Gobianne.
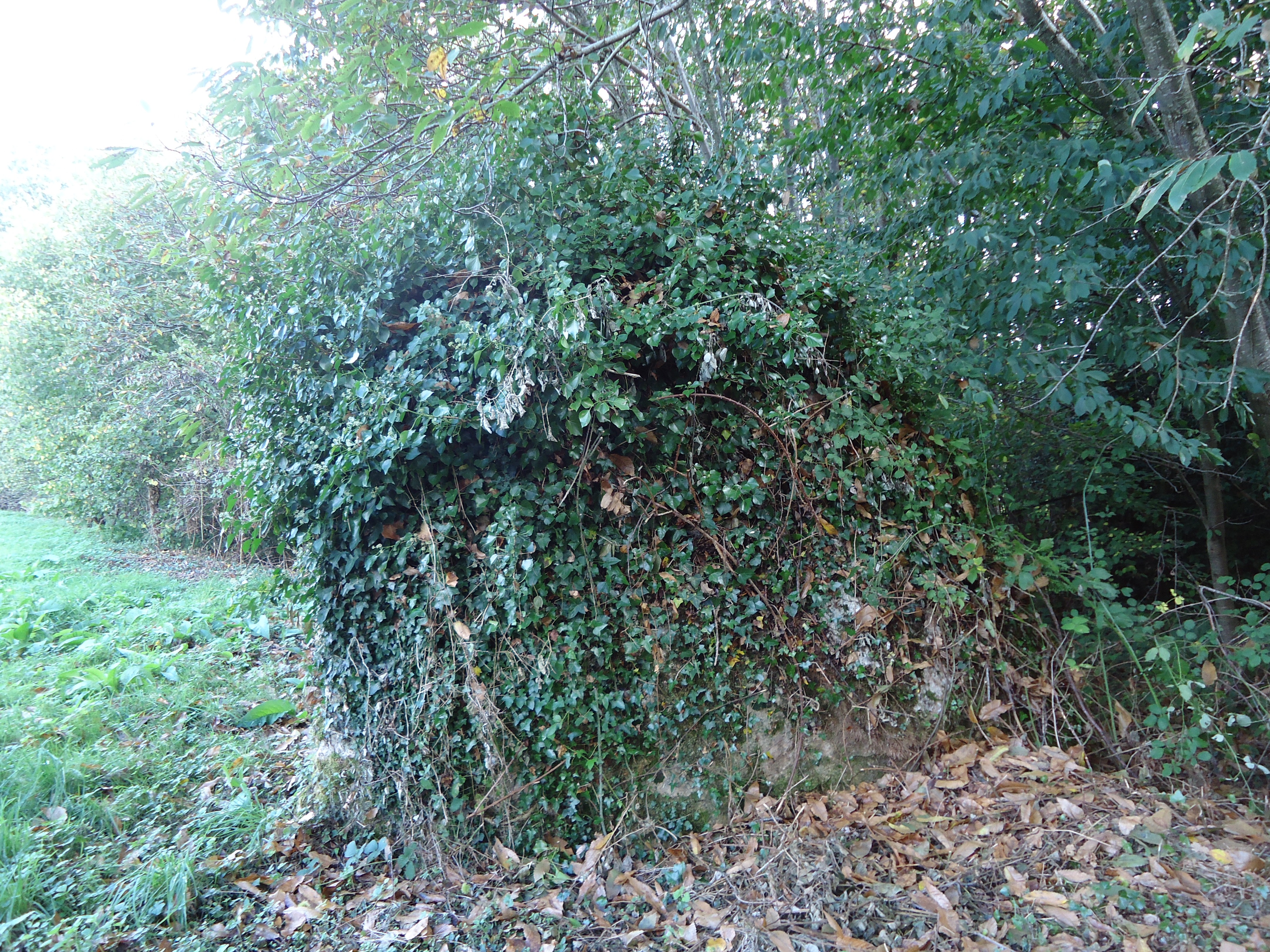
Le menhir du Caillou.

## Activité et manifestations

### Jumelages
- Syke (Allemagne), dans le cadre du jumelage du canton.

### Manifestations
- La Saint-Vincent en janvier ou février.
- Le carnaval en mars (défilé des enfants).
- La randonnée de printemps en avril.
- Tout Chahaignes en peinture en mai.
- Le vide-greniers en mai.
- La fête de la musique en juin.
- La randonnée au crépuscule en juillet.
- La fête nationale le 14 juillet.
- Le salon des vins de France et de la gastronomie en juillet.
- La journée portes ouvertes en milieu rural en août.
- Le bric-à-brac en août.
- La randonnée à l’aube en septembre.
- La soirée contes en cave en novembre ou décembre.
- Le spectacle de fin d’année en décembre.

## Personnalités liées à la commune
- Fleury-Émile Rapeaud, industriel, propriétaire de la fabrique de papier et de carton de la Pointe. Elle fermera en 1875[22].